# 半圓大羽介
半圓大羽介（学名：Meganopteron semicirculata）为尾花介科大羽介屬下的一个种。